# Malédiction ! (Mélusine)
Pour les articles homonymes, voir Malédiction (homonymie).
Malédiction ! est le dix-huitième album de la série de bande dessinée Mélusine de Clarke et Gilson.

## Synopsis
Le thème de cet album est les malédictions. La deuxième histoire du livre donne son nom à l'album.
Un orage inonde un cimetière près du château, le cavalier sans tête demande l'hospitalité chez Mélusine et demande de l'aide pour le libérer sa Malédiction qui est le seul moyen qu'il trouve le repos éternel. Pendant son séjour, Mélusine et Cancrelune ont un cours de Malédiction à l'école. Lors du cour, Haaselblatt montre une démonstration de malédiction en inversant les corps de Mélusine et Cancrelune. À la fin du cours, il les remet chacune dans leur corps original, mais pas leurs pouvoirs, ce qui fait que Mélusine rate plusieurs de ses vols et de ses potions. Après plusieurs problèmes, elle décide de se libérer de la malédiction, mais dès qu'elle essaie la formule qui lui donne l'apparence de Cancrelune, Cancrelune reste elle-même. Donc elles vont demander à Haaselblatt de les libérer lors de son retour d'un congrès de sorcellerie.